# لشکر ۴۰ زرهی (ایالات متحده آمریکا)
لشکر ۴۰ زرهی (انگلیسی: 40th Armored Division) لشکر زرهی نیروی زمینی ایالات متحده آمریکا است، که در سال ۱۹۵۴ تأسیس شد و در سال ۱۹۶۷ منحل گردید.
پس از بازگشت از جنگ کره، لشکر چهلم پیاده در ۱ ژوئیه ۱۹۵۴ به عنوان لشکر چهلم زرهی، به همراه عناصری از هنگ ۱۱۱ سواره‌نظام زرهی، سازماندهی مجدد شد.
در اوت ۱۹۶۵، این لشکر برای کمک به سرکوب شورش‌های واتس مستقر شد.
در ۱ دسامبر ۱۹۶۷، سازماندهی مجدد عمده گارد ملی، گارد را به هشت لشکر رزمی کاهش داد، که لشکر ۴۰ زرهی به عنوان یکی از واحدهای تعیین شده برای غیرفعال شدن بود. در ۲۹ ژانویه ۱۹۶۸، این لشکر منحل شد و تیپ چهلم پیاده نظام و تیپ چهلم زرهی سازماندهی شدند.